# 总统杯

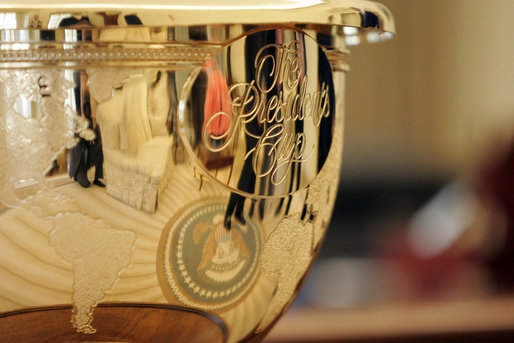
总统杯

总统杯（Presidents Cup）是一项两年一度高尔夫球集体赛事，在美国代表队和世界各国代表队（不包含欧洲选手）之间进行。与这一赛事颇为相似但历史更为悠久的莱德杯赛，则是欧洲选手与美国选手竞争的舞台。传统上总统杯在偶数年举行，而莱德杯在奇数年举行。但2001年美国发生的911惨案导致当年的莱德杯取消，并将这两项赛事都往后顺延一年，因此目前总统杯在奇数年举办。赛事举办地往往选在美国或欧洲以外的其他国家和地区。
该赛事采用比洞赛方式决定胜负。赛制基本模仿自莱德杯，各方均有12名参赛选手及1名由经验丰富的球手担任的队长。球队队长主要负责安排在双人配对赛中队员的组合以及全体球员的出场顺序。比赛包括6场四人两球赛（foursome）和6场四人四球赛（four ball），与莱德杯不同的是，在周四和周五的比赛中，双方全体球员都需要参加对抗赛，而在周六的比赛中，各方只有两位球员可以轮空休息，而周日的个人对抗赛也需要所有队员上阵。
无论是双人赛还是单人赛，胜利的一方都将为球队贡献1分。在双人赛中，如果两队打平，则各得0.5分。11场双人两球赛、11场双人四球赛和12场个人对抗赛总计34场比赛，总得分为34分。因此，获取最终大赛胜利的球队需要至少得到17.5分。与莱德杯不同，总统杯赛事要求各队的每位球员都要参加全部双人对抗赛，这使得各支球队不能将最弱的选手雪藏起来。因此整体实力更强的美国队在历届比赛中往往取得更好的成绩。
在2005年之前，比赛规定双方队长须在最后比赛日之前公布一名后备的附加赛选手，以备双方比分相同时打破平局，决定最终胜负。但在2003年，由于光线不足的原因，附加赛在3洞过后宣布结束，最终两队未能分出胜负。。
该赛事是由PGA巡回赛创立和负责管理的。前美国总统杰拉德·福特担任过赛事的名誉主席。此后担任过该赛事名誉主席的知名政治人物还包括：美国前总统乔治·赫伯特·沃克·布什、前澳大利亚总理霍華德、美国前总统比尔·克林顿、前南非总统塔博·姆贝基、乔治·沃克·布什和加拿大总理史蒂芬·哈珀 。
总统杯比赛不设任何奖金。比赛最终产生的净利润将捐献给球员、队长和队长助理共同决定的慈善机构。最初的六届总统杯从世界各地共筹得善款1300万美元。从2009年起，一项面向50岁以上的球员的高级总统杯比赛被提上日程，与莱德杯或总统杯不同的是，这一赛事中，一方仍为美国队，但另一方则是欧洲球员和世界其他各地球员的联合队。

## 历届赛事结果
| 年份 | 举办地                                                      | 优胜球队 | 得分 | 得分 | 落败球队 | 双方队长                        |
| ---- | ----------------------------------------------------------- | -------- | ---- | ---- | -------- | ------------------------------- |
| 2022 | Quail Hollow Club (美国北卡羅來納州夏洛特)                  | 美国队   | 17½  | 12½  | 国际队   | 戴维斯·洛夫三世 特雷弗·伊梅爾曼 |
| 2019 | Royal Melbourne Golf Club (澳大利亚墨尔本)                  | 美国队   | 16   | 14   | 国际队   | 老虎活士 厄尼·艾爾斯            |
| 2017 | Liberty National Golf Club (新澤西州澤西市)                 | 美国队   | 19   | 11   | 国际队   | 史蒂夫·斯特里克 尼克·普萊斯     |
| 2015 | Jack Nicklaus Golf Club Korea (南韓仁川廣域市)              | 美国队   | 15½  | 14½  | 国际队   | 傑·哈斯 尼克·普萊斯             |
| 2013 | Muirfield Village (俄亥俄州Dublin)                          | 美国队   | 18½  | 15½  | 国际队   | 弗雷德·卡波斯 尼克·普萊斯       |
| 2011 | Royal Melbourne Golf Club (澳大利亚墨尔本)                  | 美国队   | 19   | 15   | 国际队   | 弗雷德·卡波斯 格雷格·诺曼       |
| 2009 | Harding Park Golf Club (加利福尼亚州旧金山)                 | 美国队   | 19½  | 14½  | 国际队   | 弗雷德·卡波斯 格雷格·诺曼       |
| 2007 | Royal Montreal Golf Club (加拿大魁北克Île Bizard)           | 美国队   | 19½  | 14½  | 国际队   | 杰克·尼克劳斯 加里·普莱尔       |
| 2005 | Robert Trent Jones Golf Club (弗吉尼亚州盖恩斯维尔)         | 美国队   | 18½  | 15½  | 国际队   | 杰克·尼克劳斯 加里·普莱尔       |
| 2003 | Fancourt Hotel and Country Club Estate (南非西开普省George) | 平局     | 17   | 17   | 平局     | 杰克·尼克劳斯 加里·普莱尔       |
| 2000 | Robert Trent Jones Golf Club (弗吉尼亚州盖恩斯维尔)         | 美国队   | 21½  | 10½  | 国际队   | 肯·文图里 彼特·汤姆森           |
| 1998 | Royal Melbourne Golf Club (澳大利亚墨尔本)                  | 国际队   | 20½  | 11½  | 美国队   | 杰克·尼克劳斯 彼特·汤姆森       |
| 1996 | Robert Trent Jones Golf Club (弗吉尼亚州盖恩斯维尔)         | 美国队   | 16½  | 15½  | 国际队   | 阿诺德·帕尔默 彼特·汤姆森       |
| 1994 | Robert Trent Jones Golf Club (弗吉尼亚州盖恩斯维尔)         | 美国队   | 20   | 12   | 国际队   | 赫尔·欧文 大卫·格拉汉姆         |

## 脚注
1. ↑  . usatoday30.usatoday.com.   [2021-07-28]. （原始内容存档于2021-04-21）.
2. ↑  PGATOUR.com - The Presidents Cup History 的存檔，存档日期2009-10-15.
3. ↑  PGATOUR.com - The Presidents Cup Information 的存檔，存档日期2009-10-13.
4. ↑  . dailyrecord.   [2021-07-28]. （原始内容存档于2021-10-01）.